# Шу, Лео
Леонардо Алвес Шу Франко (порт.-браз. Leonardo Alves Chú Franco; 6 апреля 2000, Порту-Алегри, Бразилия), известный как Лео Шу (порт.-браз. Léo Chú), — бразильский футболист, вингер клуба «Сиэтл Саундерс».

## Карьера
Лео Шу родился в Порту-Алегри, штат Риу-Гранди-ду-Сул, и присоединился к молодёжной системе «Гремио» в возрасте 10 лет. 5 февраля 2020 года он продлил контракт с клубом до конца 2024 года.
10 февраля 2020 года Лео Шу был отдан в аренду клубу Серии A «Сеара» до конца сезона 2020. Дебютировал за «Сеару» 22 февраля в матче Лиги Сеаренсе против «Каукаи», выйдя на замену во втором тайме. В Серии A дебютировал 12 октября в матче против «Коринтианса», выйдя в стартовом составе. 25 ноября в матче против «Сан-Паулу» забил свой первый гол в высшей лиге.
По информации бразильской прессы, в феврале 2021 года к Лео Шу проявил интерес французский клуб «Амьен» из Лиги 2, предложив за него около 30 млн реалов, но «Гремио» отклонил предложение.
За «Гремио» Лео Шу дебютировал 14 марта 2021 года в матче Лиги Гаушу против «Эспортиво». 31 марта в матче против «Сан-Луиса» забил свой первый гол за «Гремио».
5 августа 2021 года Лео Шу перешёл в клуб MLS «Сиэтл Саундерс», подписав четырёхлетний контракт с опцией продления ещё на год. За американский клуб дебютировал 14 сентября в матче полуфинала Кубка лиг 2021 против мексиканской «Сантос Лагуны», выйдя на замену вместо Келина Роу на 82-й минуте и ассистировав победному голу Рауля Руидиаса на 90+3-й минуте. В MLS дебютировал 29 сентября в матче против «Сан-Хосе Эртквейкс», выйдя на замену после перерыва между таймами вместо Рауля Руидиаса. 9 октября в матче против «Ванкувер Уайткэпс» забил свой первый гол за «Саундерс». 25 марта 2023 года в матче против «Спортинга Канзас-Сити» установил клубный рекорд, отдав четыре голевые передачи, все — Джордану Моррису, за что был включён в команду игрового дня MLS. 8 июля в матче против «Ванкувер Уайткэпс» сделал дубль, за что был назван лучшим игроком игрового дня MLS.

## Достижения
Командные
«Гремио»
- Чемпион Лиги Гаушу: 2021
- Обладатель Рекопы Гауша: 2021

«Сиэтл Саундерс»
- Победитель Лиги чемпионов КОНКАКАФ: 2022